# Henry Howard, XII conte di Suffolk
Henry Howard (16 maggio 1739 – 7 marzo 1779) è stato un nobile e politico inglese.

## Biografia
Era figlio di William Howard, visconte Andover, a sua volta figlio di Henry Howard, XI conte di Suffolk, e di Lady Mary Finch, figlia di Heneage Finch, II conte di Aylesford.
Studiò a Eton College e al Magdalen College di Oxford.
Nel 1757 successe al nonno divenendo dodicesimo conte di Suffolk.

## Carriera
Nel 1771 venne nominato consigliere e servì brevemente come Lord del Sigillo Privato, prima di diventare segretario di Stato per il Dipartimento del Nord sotto Lord North (1771-1779).
In questa veste si assicurò l'appoggio dei mercenari dell'Assia e di Hannover, i cosiddetti assiani, per contribuire a reprimere la rivoluzione americana. Contribuì a garantire la sopravvivenza della Svezia come nazione indipendente contrastando il piano della Russia per annullare la rivoluzione di Gustavo III nel 1772.
Fu nominato Cavaliere della Giarrettiera nel 1778.

## Matrimoni

### Primo Matrimonio
Sposò il 25 maggio 1764 Mary Constance Hampden-Trevor (1743-1767), figlia di Robert Hampden-Trevor, I visconte Hampden. Ebbero una figlia:
- Lady Mary Constance Howard (7 febbraio 1767-21 luglio 1775)

### Secondo Matrimonio
Sposò il 14 agosto 1777 Lady Charlotte Finch, figlia di Heneage Finch, III conte di Aylesford. Ebbero due figli:
- George Howard, visconte di Andover (settembre 1778-27 dicembre 1778)
- Henry Howard, XIII conte di Suffolk (8 agosto 1779-10 agosto 1779)

## Morte
Morì il 7 marzo 1779.

## Onorificenze
| Controllo di autorità | VIAF (EN) 14330064 · ISNI (EN) 0000 0000 4285 5278 · LCCN (EN) no90013615 |